# Serie A Élite 2008-2009
La Serie A Élite 2008-2009 è stata la 40ª edizione del massimo campionato nazionale italiano di pallamano maschile.
Iniziato a fine settembre 2008 la sua stagione si è conclusa con l'ultima gara di finale il 16 maggio 2009.
Esso è organizzato direttamente, come di consueto, dalla Federazione Italiana Gioco Handball.
La formula del torneo prevedeva la disputa di un girone all'italiana con partite di andata e ritorno tra le otto partecipanti seguito dai play off scudetto.
La finale scudetto è stata vinta dall'Italgest Salento d'Amare Casarano che in questo modo si è laureato per la terza volta nella storia campione d'Italia.

## Squadre partecipanti
|                  |                 |                            |                                     |          |
| Team             | Città           | Sponsor                    | Impianto                            | Capienza |
| Albatro Siracusa | Siracusa        |                            | Pala Lo Bello                       | 2700     |
| Bologna United   | Bologna         |                            | PalaSavena                          | 2500     |
| Casarano         | Casarano (Le)   | Italgest e Salento d'Amare | Palasport San Giuseppe da Copertino | ?        |
| Conversano       | Conversano (Ba) | Indeco                     | Pala San Giacomo                    | 3500     |
| Junior Fasano    | Fasano (Br)     |                            | Palestra "F.Zizzi"                  | 500      |
| Prato            | Prato           | Al.Pi.                     | PalaConsiag                         | 2100     |
| Secchia          | Rubiera (Re)    | Gammadue                   | PlaBursi                            | 1000     |
| Teramo           | Teramo          | TeknoElettronica           | PalaAcquaviva                       | 600      |

## Prima fase

### Risultati
| andata | 1ª giornata          | ritorno |
| ------ | -------------------- | ------- |
| 22-21  | Teramo - Casarano    | 20-36   |
| 25-28  | Prato - Bologna      | 37-43   |
| 26-22  | Albatro - Fasano     | 18-21   |
| 25-25  | Secchia - Conversano | 21-32   |

| andata | 4ª giornata          | ritorno |
| ------ | -------------------- | ------- |
| 33-24  | Casarano - Prato     | 38-28   |
| 31-25  | Conversano - Bologna | 35-32   |
| 29-21  | Fasano - Teramo      | 22-24   |
| 26-24  | Secchia - Albatro    | 23-19   |

| andata | 7ª giornata           | ritorno |
| ------ | --------------------- | ------- |
| 25-27  | Fasano - Secchia      | 28-28   |
| 37-28  | Prato - Teramo        | 27-29   |
| 32-31  | Conversano - Casarano | 23-25   |
| 33-29  | Bologna - Albatro     | 20-22   |

| andata | 2ª giornata          | ritorno |
| ------ | -------------------- | ------- |
| 29-28  | Casarano - Secchia   | 24-25   |
| 25-24  | Fasano - Prato       | 28-33   |
| 29-24  | Bologna - Teramo     | 44-29   |
| 29-26  | Conversano - Albatro | 28-22   |

| andata | 5ª giornata         | ritorno |
| ------ | ------------------- | ------- |
| 24-27  | Fasano - Conversano | 21-24   |
| 24-26  | Prato - Secchia     | 21-30   |
| 26-20  | Albatro - Teramo    | 30-21   |
| 31-36  | Bologna - Casarano  | 26-28   |

| andata | 3ª giornata        | ritorno |
| ------ | ------------------ | ------- |
| 32-35  | Prato - Conversano | 28-44   |
| 28-23  | Bologna - Fasano   | 27-27   |
| 19-25  | Teramo - Secchia   | 29-33   |
| 20-28  | Albatro - Casarano | 22-32   |

| andata | 6ª giornata         | ritorno |
| ------ | ------------------- | ------- |
| 21-16  | Casarano - Fasano   | 26-20   |
| 33-32  | Albatro - Prato     | 35-35   |
| 23-27  | Secchia - Bologna   | 27-27   |
| 27-40  | Teramo - Conversano | 22-32   |

### Classifica
|  |    | Classifica prima fase | Pti | G  | V  | N | P  | GF  | GS  | DR  |
|  | -- | --------------------- | --- | -- | -- | - | -- | --- | --- | --- |
|  | 1. | Conversano            | 37  | 14 | 12 | 1 | 1  | 437 | 361 | +76 |
|  | 2. | Casarano              | 33  | 14 | 11 | 0 | 3  | 408 | 337 | +71 |
|  | 3. | Secchia               | 27  | 14 | 8  | 3 | 3  | 367 | 353 | +14 |
|  | 4. | Bologna United        | 23  | 14 | 7  | 2 | 5  | 420 | 396 | +24 |
|  | 5. | Albatro Siracusa      | 16  | 14 | 5  | 1 | 8  | 352 | 370 | -18 |
|  | 6. | Junior Fasano         | 11  | 14 | 3  | 2 | 9  | 331 | 354 | -23 |
|  | 7. | Teramo                | 9   | 14 | 3  | 0 | 11 | 335 | 431 | -96 |
|  | 8. | Prato                 | 7   | 14 | 2  | 1 | 11 | 407 | 455 | -48 |

## Play off scudetto
|  | Quarti di finale | Quarti di finale | Quarti di finale | Quarti di finale | Quarti di finale |  |  | Semifinali | Semifinali     | Semifinali     | Semifinali | Semifinali |    |    | Finale | Finale     | Finale     | Finale | Finale |  |
|  |                  |                  |                  |                  |                  |  |  |            |                |                |            |            |    |    |        |            |            |        |        |  |
|  | 1                | Conversano       | Conversano       | 31               | 25               |  |  |            |                |                |            |            |    |    |        |            |            |        |        |  |
|  | 8                | Prato            | Prato            | 25               | 25               |  |  | 1          | Conversano     | Conversano     | 27         | 36         |    |    |        |            |            |        |        |  |
|  | 4                | Bologna United   | Bologna United   | 23               | 30               |  |  | 4          | Bologna United | Bologna United | 23         | 27         |    |    |        |            |            |        |        |  |
|  | 5                | Albatro Siracusa | Albatro Siracusa | 22               | 25               |  |  |            |                |                |            |            |    |    | 1      | Conversano | Conversano | 30     | 26     |  |
|  | 2                | Casarano         | Casarano         | 35               | 33               |  |  |            |                | 2              | Casarano   | Casarano   | 34 | 35 |        |            |            |        |        |  |
|  | 7                | Teramo           | Teramo           | 32               | 24               |  |  | 2          | Casarano       | 29             | 22         | 43         |    |    |        |            |            |        |        |  |
|  | 3                | Secchia          | Secchia          | 25               | 24               |  |  | 3          | Secchia        | 28             | 26         | 42         |    |    |        |            |            |        |        |  |
|  | 6                | Junior Fasano    | Junior Fasano    | 20               | 20               |  |  |            |                |                |            |            |    |    |        |            |            |        |        |  |

## Play-out
|  | Semifinali       | Semifinali       | Semifinali       | Semifinali | Semifinali |  |  | Finale | Finale | Finale | Finale | Finale |  |
|  |                  |                  |                  |            |            |  |  |        |        |        |        |        |  |
|  | Junior Fasano    | Junior Fasano    | Junior Fasano    | 24         | 32         |  |  |        |        |        |        |        |  |
|  | Teramo           | Teramo           | Teramo           | 22         | 28         |  |  | Teramo | Teramo | Teramo | 27     | 31     |  |
|  | Albatro Siracusa | Albatro Siracusa | Albatro Siracusa | 29         | 30         |  |  | Prato  | Prato  | Prato  | 26     | 24     |  |
|  | Prato            | Prato            | Prato            | 24         | 26         |  |  |        |        |        |        |        |  |

## Verdetti
- Italgest Salento d'Amare Casarano: Campione d'Italia.
- Al.Pi. Pallamano Prato: retrocessa in Serie A1
- Qualificazione coppa europee:
- Italgest Salento d'Amare Casarano: qualificata alla Champions League 2009-2010
- Indeco Conversano: qualificata alla Coppa delle Coppe 2009-2010
- Gammadue Secchia: qualificata alla EHF Cup 2009-2010
- Bologna: qualificata alla Challange Cup 2009-2010

° Teamnetwork Albatro: qualificata alla Challange Cup 2009-2010

## Classifica marcatori
| Giocatore         | Squadra        | Reti |
| ----------------- | -------------- | ---- |
| Filiberto Kokuca  | Conversano     | 136  |
| Milan Torbica     | Casarano       | 119  |
| Marcello Montalto | Bologna United | 109  |
| Francesco Volpi   | Prato          | 108  |
| Marko Kogelnik    | Secchia        | 101  |
| Alejo Carrara     | Casarano       | 97   |
| Guillermo Corzo   | Conversano     | 95   |
| Mario Maretić     | Teramo         | 95   |
| Pasquale Maione   | Bologna United | 93   |
| Paulo Silva       | Secchia        | 93   |